# Dean Metropoulos
Charles Dean Metropoulos (n. 5 mai 1946, Tripoli, Peloponez, Grecia de Vest și Insulele Ionice⁠(d), Grecia) este un om de afaceri și investitor american originar din Grecia. În 2020 are averea estimată la 2,4 miliarde USD.